# Ramón Novarro
Ramón Novarro, znany również jako Ramón Samaniego lub Ramon Samaniegos, właśc. José Ramón Gil Samaniego (ur. 6 lutego 1899 w Durango, zm. 30 października 1968 w Los Angeles) – meksykański aktor filmowy występujący w hollywoodzkich produkcjach. Łącznie wystąpił w ponad 60 filmach kinowych i serialach telewizyjnych. Ma swoją gwiazdę na Hollywood Walk of Fame przy 6350 Hollywood Boulevard. W 1960 zdobył nagrodę specjalną podczas rozdania Złotych Globów „dla znakomitej gwiazdy kina niemego”. Był kuzynem aktorki Dolores del Río. Mimo że urodził się w Meksyku, nie jest pełnokrwistym Meksykaninem. Jego rodzice pochodzili z Hiszpanii.

## Życiorys
Przyszedł na świat 6 lutego 1899 w Durango w Meksyku jako syn Elenor Gavilan i M. N. Samaniegosa. Jego rodzina miała dobry status społeczny, ojciec Ramona był dentystą. Ramon był najstarszym z 13 dzieci państwa Samaniego. Będąc dzieckiem, śpiewał w kościelnym chórze i uczył się gry na pianinie. W 1910 wybuchła rewolucja meksykańska i rodzina została zmuszona do emigracji. Kolejną dekadę spędzili w ubóstwie.
W 1914 wraz z młodszym bratem Mariano przeprowadzili się do Los Angeles, gdzie Ramonowi szybko udało się znaleźć powiązane z filmem zajęcia, m.in. był statystą. Jego początki w filmie nie są do końca znane, gdyż wiele filmów niemych, których Ramon stał się z czasem gwiazdorem, nie przetrwało, dlatego za jego oficjalny debiut uznaje się rolę w filmie The Little American (1917), wyreżyserowanym przez Cecila B. DeMille’a. Po tym występie, jeszcze pod swoim prawdziwym nazwiskiem, kontynuował karierę, statystując w filmach Paramountu. 
Jego wielki moment nadszedł wraz z zagraniem głównej roli w filmie Scaramouche (1923). Niespełna 24-letni Novarro wystąpił w nim u boku Lewisa Stone’a i pięknej Alice Terry, prywatnie żony reżysera Reksa Ingrama. Zaprzyjaźnił się z państwem Ingram, a Rex doradził mu, by zmienił swój pseudonim artystyczny na łatwiejszy do zapamiętania dla Amerykanów. Ingram promował go jako konkurencję dla Rudolpha Valentino – Ramón był prawdziwym latynosem. Mimo rywalizacji o tytuł najbardziej uwielbianego kochanka ekranu, prywatnie Novarro i Valentino byli przyjaciółmi. 

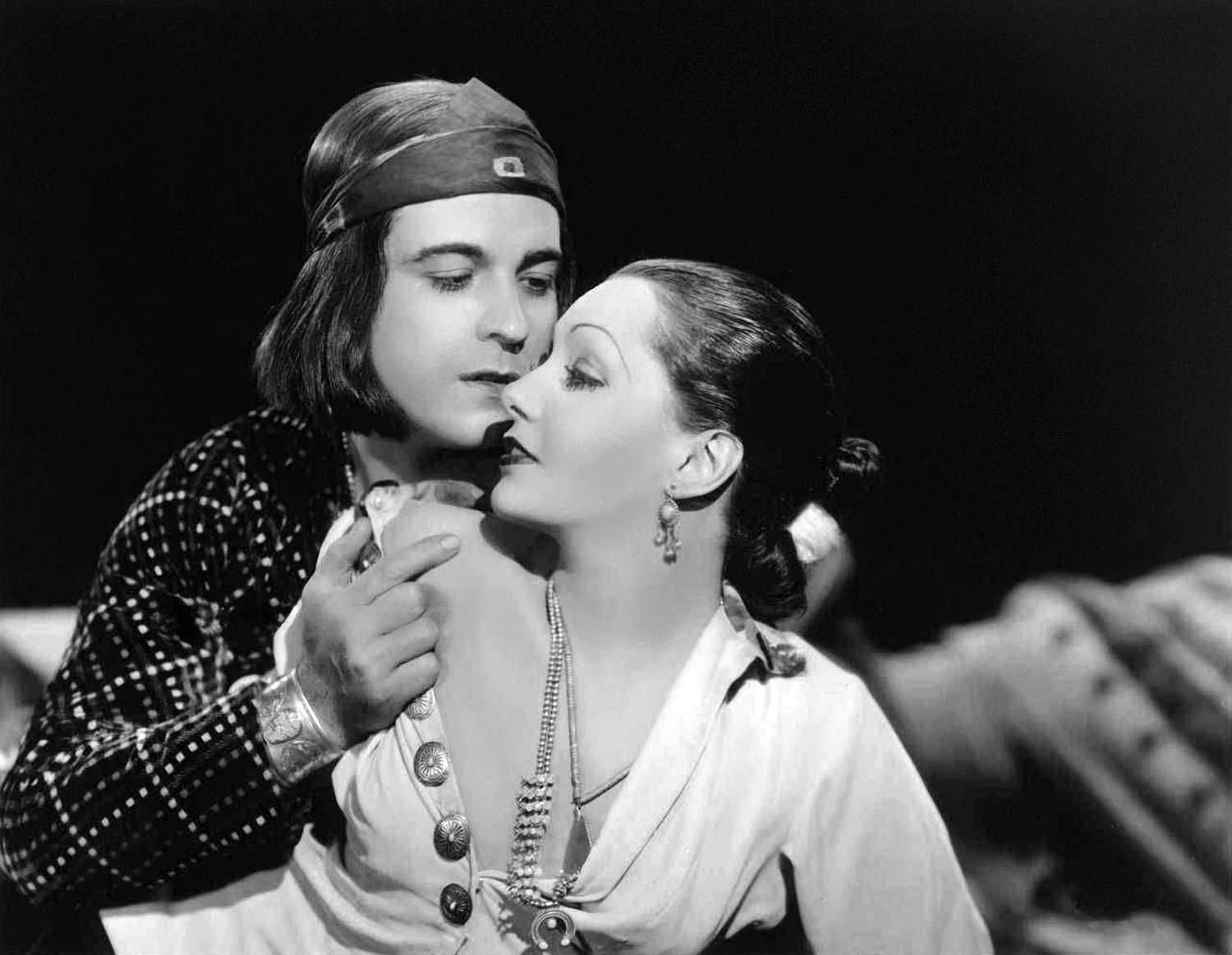
Ramón Novarro i Lupe Velez w kadrze z filmu Laughing Boy z 1934.

W 1925 zagrał swoją najsławniejszą, tytułową rolę w Ben-Hurze. Jego niewiele zakrywające stroje ukazały bosko wyrzeźbione ciało, co tylko przysporzyło mu wielbicieli i wielbicielek. Novarro dołączył do hollywoodzkiej elity. Jego pozycja latynoskiego gwiazdora numer jeden w Hollywood została zagwarantowana wraz z niespodziewaną przedwczesną śmiercią Valentino. Wówczas o miano najbardziej uwielbianego aktora walczył z inną gwiazdą Metro-Goldwyn-Mayer, Johnem Gilbertem. Od tej pory pojawiał się u boku największych gwiazd: w 1927 partnerował Normie Shearer w filmie The Student Prince in Old Heidelberg, a rok później Joan Crawford w Across to Singapore. 
Podczas, gdy wiele gwiazd filmu niemego pożegnało się z karierą filmową wraz z nadejściem ery dźwięku, Novarro nie miał tego problemu, a jego głos tylko uatrakcyjniał projekty, w których brał udział. W 1931 wystąpił u boku Grety Garbo w filmie Mata Hari, a w 1933 wraz z Myrną Loy w The Barbarian. Ale mimo sukcesów tych filmów, popularność Ramona spadała. Kiedy kontrakt z wytwórnią Metro-Goldwyn-Mayer wygasł w 1935, Louis B. Mayer nie był zainteresowany jego przedłużeniem. Aktor od tej pory grywał sporadycznie, w różnych wytwórniach różnych krajów, ale raczej bez powodzenia. Próbował też swoich sił na Broadwayu, lecz również tam nie odnosił sukcesów. Nie cierpiał jednak niedostatku. W latach swoich największych sukcesów zarabiał astronomiczną jak na tamte czasy sumę ponad 100 tys. dolarów za film. Rozsądnie zainwestował pieniądze, co zapewniło mu komfort. 
Był zdeklarowanym homoseksualistą. Kłóciło się to jednocześnie z jego głębokim przywiązaniem do religii katolickiej, w której został wychowany. Aby ukryć orientację aktora, której odkrycie przez media spowodowałoby upadek mitu męskiego kochanka, Louis B. Mayer chciał zaaranżować małżeństwo aktora z kobietą. Ten jednak nie wyraził na to zgody.
Novarro zakończył życie śmiercią tragiczną. Pod koniec października 1968, 69-letni aktor zapłacił dwóm młodym braciom, 22-letniemu Paulowi i 17-letniemu Tomowi Ferguson, aby przyszli do jego domu i uprawiali z nim seks. Jednak bracia Ferguson mieli inne intencje. Wierzyli, że majętny aktor musiał ukryć w swoim domu pokaźną sumę. Zamordowali aktora, nie wierząc mu, że w rzeczywistości nie przechowywał on w domu majątku. Uciekli z zaledwie 20 dolarami, jakie znaleźli w jego portfelu. Przyczyną śmierci Novarro było gwałtowne zakrztuszenie się własną krwią, której upływ spowodowało ciężkie pobicie. Ciało aktora pochowano w Los Angeles na katolickim cmentarzu Calvary. Bracia Ferguson, szybko złapani i wzajemnie się obwiniający, zostali skazani na długoletnie więzienie, ale wyszli na wolność, po skutecznej apelacji. Jednak za popełnione potem zbrodnie, w przypadku Paula Fergusona m.in. za gwałt, z czasem powrócili za więzienne kraty.
Pod koniec 2005 nowojorski Wings Theatre wystawił sztukę pt. Through a Naked Lens. Oparta jest ona na faktach z życia Novarro, pomieszanymi z literacką fikcją. Sztuka traktuje o drodze do sławy Novarro oraz jego romansie z hollywoodzkim dziennikarzem Herbertem Howe. Związek Novarro i Howe’a został również opisany przez dwóch biografów: Allana R. Ellenbergera w książce zatytułowanej pseudonimem artystycznym Novarro oraz André Soaresa w biografii Poza rajem: Życie Ramona Novarro (ang. Beyond Paradise: The Life of Ramon Novarro). Ramónowi przypisuje się również związek z amerykańskim autorem i podróżnikiem Richardem Halliburtonem, swoim wieloletnim przyjacielem.

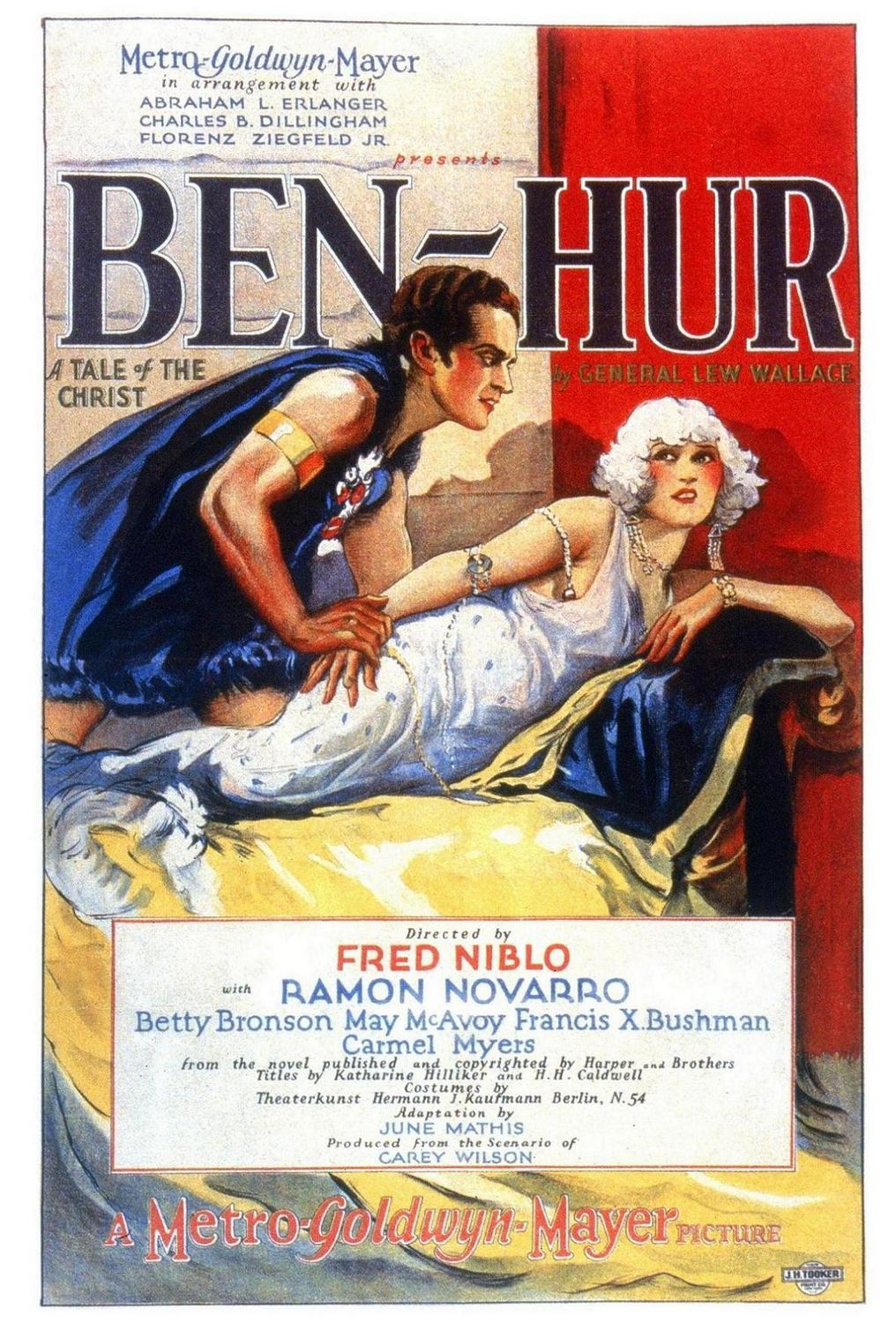
Plakat filmu Ben-Hur z udziałem Novarro.

## Filmografia (wybór)
- Romans królewski (1922)
- Scaramouche (1923) jako André-Louis Moreau
- Ben Hur (Ben-Hur: A Tale of the Christ, 1925) jako Judah Ben-Hur
- Książę student (The Student Prince in Old Heidelberg, 1927) jako książę Karl Heinrich
- Across to Singapore (1928) jako Joel Shore
- Mata Hari (1931) jako porucznik Alexis Rosanov
- The Barbarian lub A Night in Cairo (1933) jako Jamil El Shehab
- Kot i skrzypce (The Cat and the Fiddle, 1934) jako Victor Florescu
- Noc jest młoda (The Night Is Young, 1935) jako Arcyksiążę Paul „Gustl” Gustave
- The Big Steal (1949) jako pułkownik Ortega
- The Outriders (1950) jako Don Antonio Chavez
- Kryzys (Crisis, 1950) jako pułkownik Adragon
- Piękna złośnica (Heller in Pink Tights, 1960) jako De Leon

## Nagrody
- Złoty Glob nagroda specjalna w 1960